# 속자치통감장편
《속자치통감장편》(續資治通鑑長編)은 남송(南宋)의 이도(李焘)가 40년에 걸쳐 편찬한 중국의 역사책이다. 송 태조(宋太祖) 건륭(建隆) 원년(960년)에서 흠종(欽宗) 정강(靖康) 2년(1127년)에 걸치는 북송 왕조 9대 168년의 역사를 다루었다. 전980권.
제목에서도 드러나고 있듯이 사마광(司馬光)의 《자치통감》(資治通鑑)의 속편으로써의 성격이 강하다.

## 개요
이도가 《속자치통감장편》의 편찬을 마음먹었을 때 그는 화양현주부(華陽縣主簿)로 재직하고 있었고, 이 무렵부터 그는 자신의 사료 편찬을 위한 자료를 모으기 시작하였다. 주밀(周密)의 《계신잡식》(癸辛雜識)에 따르면, 이도가 자신의 책 편찬을 위한 사료 수집에 나섰을 때 나무상자 열 개를 만들고 상자마다 서랍 스무 개를 달아, 서랍마다 갑자(甲子)라고 써두었다. 해당 해(年)의 일을 듣게 되면 반드시 그 서랍에 넣어 두었다가, 월일(月日)과 선후(先後)에 따라 순서를 나누고 정연히 조목을 나누었다는 것이다. 이후 권질의 분량 확대에 따라 전후로 네 번에 걸쳐 편찬이 이루어졌다. 여기에 《거요》(舉要) 68권, 《수환사총목》(修換事總目) 10권, 《총목》(總目) 5권이 더해져, 모두 1,063권이 되었다.
《속자치통감장편》은 송 효종(孝宗) 융흥(隆興) 원년(1163년), 건도(乾道) 4년(1168년), 순희(淳熙) 원년(1174년)에 세 번에 걸쳐 초고가 나뉘어 바쳐졌다. 융흥 원년에 첫 번째로 올려진 것은 모두 17권이었고, 건도 4년에 또 다시 태조에서 영종(英宗)에 걸치는 5대를 다룬 108권이, 순희 원년에 신종(神宗)에서 흠종(欽宗)에 이르는 4대의 역사를 다룬 책이 바쳐졌다. 《속자치통감장편》의 완성은 순희 9년(1182년)에 이루어졌다.

## 같이 보기
- 《속자치통감》
- 《자치통감》